# Asociación Deportiva Unión Magdalena
Actualités
La Asociación Deportiva Unión Magdalena est un club de football colombien basé à Santa Marta.

## Histoire
Alfredo Arango Narváez est le troisième joueur à le plus avoir joué pour le club (328 matchs) mais est néanmoins le meilleur buteur du club avec 102 buts.
Le joueur le plus connu est Carlos Valderrama.

## Palmarès
- Champion de Colombie (1)
  - Champion : 1968

- Coupe de Colombie
  - Finaliste : 1989